# Пощальонът винаги звъни два пъти
Вижте пояснителната страница за други значения на Пощальонът винаги звъни два пъти.
„Пощальонът винаги звъни два пъти“ (на английски: The Postman Always Rings Twice) е роман на американския писател Джеймс Кейн. Романът е публикуван през 1934 г. от американското издателство „Alfred A. Knopf“. Романът се смята за един от най-значимите криминални романи на 20 век. Включен е (98 място) в 100-те най-добри романа според „Модърн Лайбрари“. 
Романът е филмиран многократно, като версията от 1946 г. е може би най-известната и се разглежда като един от основополагащите филми на жанра филм ноар.

## Сюжет
Внимание:  Текстът по-долу разкрива сюжета на произведението (или части от него)!
Младият безделник Франк Чеймбърс допуска фатална грешка – отбива се да похапне в крайпътната таверна „Двата Дъба“ в Калифорния. Той няма никакви пари, но успява да си изпроси не само безплатен обяд, но да убеди собственика, простодушният грък Ник Пападакис, да го вземе на работа. Проблемите възникват след срещата на Франк с младата, сексапилна съпруга на Пападакис – Кора. Двамата започват бурна връзка зад гърба на наивния и лековерен съпруг, като дори кроят планове да се отърват от него. В крайна сметка успяват да го убият, в инсценирана автомобилна катастрофа. Но убийството и измъкването от правосъдието се оказват по-лесната част от плана им. Постепенно ревност, недоверие и страх обладават и двамата герои...

## Название
Името на романа има метафоричен характер. Никакъв пощальон не присъства в действието. „Както пощальона, така и провидението винаги звъни два пъти“ – така обяснява смисъла на заглавието на романа Джеймс Кейн. Иронията на съдбата е в това, че сляпата Темида оправдава реално престъпника за извършено от него убийство, но го признава за виновен в убийство, което той не е извършил. 

## Филмови адаптации
- 1939: Последен ред – игрален филм, Франция, режисьор: Пиер Шенал.
- 1943: Мания – игрален филм, Италия, режисьор: Лукино Висконти.
- 1946: Пощальонът винаги звъни два пъти – игрален филм, САЩ, режисьор: Тей Гарнет.
- 1981: Пощальонът винаги звъни два пъти – игрален филм, САЩ, режисьор: Боб Рафълсън.
- 1998: Страст – игрален филм, Унгария, режисьор: Георг Фехер.
- 2008: Джерико – игрален филм, Германия, режисьор: Кристиян Петцолд.

## Други
- 1982: Пощальонът винаги звъни два пъти – опера.

## Издания на романа на български език
- 1994 – издателство „Колибри“
- 2012 – издателство „Skyprint“